# Rubén González Alves
Rubén González Alves (Rio de Janeiro, 7 settembre 1994) è un calciatore spagnolo, difensore del Córdoba.

## Carriera
Nato a Rio de Janeiro da padre basco e madre brasiliana, all'età di nove mesi si trasferisce con la famiglia a Bilbao, in Spagna, dove entra a far parte del settore giovanile del Santutxu. Ha esordito in prima squadra nel 2013, disputando complessivamente due stagioni in Tercera División. Il 1º luglio 2015 si trasferisce all'Amorebieta in Segunda División B.
Il 25 giugno 2017 firma un contratto biennale con il Barakaldo, altro club della terza divisione spagnola. Il 14 luglio 2018 viene acquistato dall'Atlético Baleares, anch'esso militante nella terza divisione spagnola.
Il 19 luglio 2019 viene ceduto all'Ibiza, in terza divisione, firmando un contratto annuale con opzione di rinnovo per un altro anno. Il 9 agosto 2020 prolunga il contratto per un'altra stagione e al termine della stagione, contribuisce a una storica promozione in Segunda División; il 30 giugno 2021 prolunga il contratto per un altro anno.
Il 13 agosto 2021, all'età di 26 anni, ha esordito fra i professionisti, disputando l'incontro pareggiato per 0-0 contro il Real Saragozza. Il 14 giugno 2022 viene acquistato dal Racing Santander, neopromosso in seconda divisione, con cui firma un contratto biennale.

## Statistiche

### Presenze e reti nei club
Statistiche aggiornate al 27 gennaio 2023.
| Stagione          | Squadra           | Campionato        | Campionato | Campionato | Coppe nazionali | Coppe nazionali | Coppe nazionali | Coppe continentali | Coppe continentali | Coppe continentali | Altre coppe | Altre coppe | Altre coppe | Totale | Totale |
| Stagione          | Squadra           | Comp              | Pres       | Reti       | Comp            | Pres            | Reti            | Comp               | Pres               | Reti               | Comp        | Pres        | Reti        | Pres   | Reti   |
| ----------------- | ----------------- | ----------------- | ---------- | ---------- | --------------- | --------------- | --------------- | ------------------ | ------------------ | ------------------ | ----------- | ----------- | ----------- | ------ | ------ |
| 2015-2016         | Amorebieta        | SDB               | 20         | 2          | CR              | 0               | 0               |                    | -                  | -                  |             | -           | -           | 20     | 2      |
| 2016-2017         | Amorebieta        | SDB               | 33         | 3          | CR              | 3               | 1               |                    | -                  | -                  |             | -           | -           | 36     | 4      |
| Totale Amorebieta | Totale Amorebieta | Totale Amorebieta | 53         | 5          |                 | 3               | 1               |                    | -                  | -                  |             | -           | -           | 56     | 6      |
| 2017-2018         | Barakaldo         | SDB               | 25         | 0          | CR              | 0               | 0               |                    | -                  | -                  |             | -           | -           | 25     | 0      |
| 2018-2019         | Atlético Baleares | SDB               | 28+5       | 1+0        | CR              | 0               | 0               |                    | -                  | -                  |             | -           | -           | 33     | 1      |
| 2019-2020         | Ibiza             | SDB               | 22+1       | 2+0        | CR              | 2               | 0               |                    | -                  | -                  |             | -           | -           | 25     | 2      |
| 2020-2021         | Ibiza             | SDB               | 18+7       | 1+0        | CR              | 3               | 0               |                    | -                  | -                  |             | -           | -           | 28     | 1      |
| 2021-2022         | Ibiza             | SD                | 27         | 1          | CR              | 0               | 0               |                    | -                  | -                  |             | -           | -           | 27     | 1      |
| Totale Ibiza      | Totale Ibiza      | Totale Ibiza      | 67+8       | 4+0        |                 | 5               | 0               |                    | -                  | -                  |             | -           | -           | 80     | 4      |
| 2022-2023         | Racing Santander  | SD                | 24         | 0          | CR              | 0               | 0               |                    | -                  | -                  |             | -           | -           | 24     | 0      |
| Totale carriera   | Totale carriera   | Totale carriera   | 210        | 10         |                 | 8               | 1               |                    | -                  | -                  |             | -           | -           | 218    | 11     |